# 让·屈尼奥
让·屈尼奥（法語：Jean Cugnot，1899年8月3日—1933年6月25日），法国男子自行车运动员。他曾代表法国参加1924年夏季奥林匹克运动会自行车比赛，获得一枚金牌和一枚铜牌。